# Fighting Style/Samurai
『Fighting Style / Music Riot』（ファイティングスタイル / サムライ）は、BACK-ONの会場限定シングル。2002年会場限定で販売された。

## 概要
初のスタジオ収録音源。2曲ともに、2BLのJJがmix、アレンジを行った。Music RiotとSamurai(未レコーディング)はLIVEにおいても、初期の一時期しか演奏されておらず、楽曲を耳にした事が有るファンがほとんど居ない為、幻の音源とされている

## 収録曲
1. Fighting Style
  - アルバム未収録。
2. Music Riot
  - アルバム未収録。

| スタブアイコン | サブスタブ | この項目は、まだ閲覧者の調べものの参照としては役立たない、シングルに関連した書きかけの項目です。この項目を加筆・訂正などしてくださる協力者を求めています（P:音楽/PJ:楽曲）。 |